# Campeonato Sudamericano de Baloncesto Femenino de 1946

El Campeonato Sudamericano de Baloncesto Femenino de 1946 corresponde a la primera edición del Campeonato Sudamericano de Baloncesto Femenino. Disputado en la ciudad de Santiago de Chile, entre los días 10 al 22 de mayo de 1946.
El torneo se llevó a cabo de forma completa en el Teatro Caupolicán

## Sede
| Ciudad   | Pabellón          | Capacidad |
| -------- | ----------------- | --------- |
| Santiago | Teatro Caupolicán | 7 000     |

## Resultados
|   | Equipo    | Pts | PG | PP | PF  | PC  | Dif |
| - | --------- | --- | -- | -- | --- | --- | --- |
| 1 | Chile     | 6   | 3  | 0  | 162 | 100 | 62  |
| 2 | Brasil    | 5   | 2  | 1  | 113 | 91  | 22  |
| 3 | Argentina | 4   | 1  | 2  | 78  | 117 | −39 |
| 4 | Bolivia   | 3   | 0  | 3  | 87  | 132 | −45 |

|  | Brasil | 37–22 | Argentina | Santiago                                                   |
|  |        |       |           |                                                            |
|  |        |       |           | Pabellón: Teatro Caupolicán Asistencia: 5 000 espectadores |

|  | Chile                              | 62–38 | Bolivia | Santiago                                                   |
|  | Marcador por tiempos: 39-17, 24-21 |       |         |                                                            |
|  |                                    |       |         | Pabellón: Teatro Caupolicán Asistencia: 5 000 espectadores |

|  | Brasil | 42–23 | Bolivia | Santiago                    |
|  |        |       |         |                             |
|  |        |       |         | Pabellón: Teatro Caupolicán |

|  | Chile                             | 54–28 | Argentina | Santiago                                                   |  |
|  | Marcador por tiempos: 24-7, 30-21 |       |           |                                                            |  |
|  | Estadísticas Lidia Grassi 16      | Pts   |           | Pabellón: Teatro Caupolicán Asistencia: 6 000 espectadores |  |

|  | Argentina | 28–26 | Bolivia | Santiago                                                   |
|  |           |       |         |                                                            |
|  |           |       |         | Pabellón: Teatro Caupolicán Asistencia: 7 000 espectadores |

|  | Chile                              | 46–34 | Brasil | Santiago                                                   |
|  | Marcador por tiempos: 16-22, 30-12 |       |        |                                                            |
|  |                                    |       |        | Pabellón: teatro Caupolicán Asistencia: 7 000 espectadores |

| Chile         |
| Campeón Chile |
| Primer Título |